# Dino Merlin
Edin Dervišhalidović (Szarajevó, 1962. szeptember 12. —) művésznevén Dino Merlin bosnyák énekes. Ő képviselte Bosznia-Hercegovinát az 1999-es Eurovíziós Dalfesztiválon, Jeruzsálemben, valamint 2011-ben Düsseldorfban.
1999-ben Béatricével lépett fel, és bosnyák és francia kevert nyelven adták elő Putnici, vagyis Utazók című dalukat. Május 29-én lépett fel huszonkettedikként, a német Sürpriz Reise nach Jerusalem - Kudüs'e Seyahat című száma után, és az észt Evelin Samuel és Camille Diamond of Night című száma előtt. A szavazás során 86 pontot szerzett, ami a hetedik helyet jelentette a Dalverseny huszonhárom fős mezőnyében.
2011-ben angol és bosnyák kevert nyelven adta elő Love in Rewind, vagyis Visszafordított szerelem című dalát, melynek zenéjét és szövegét is Ő szerezte. Május 12-én lépett fel először a második elődöntőben, ahol elsőként, az osztrák Nadine Beiler The Secret Is Love című száma előtt. A szavazás során 109 pontot szerzett, ami az ötödik helyet jelentette a Dalverseny tizenkilenc fős elődöntőjében. 
Május 14-én lépett fel a döntőben, ahol másodikként, a finn Paradise Oskar Da Da Dam című száma után, és a dán A Friend In London együttes New Tomorrow című száma előtt. A szavazás során 125 pontot szerzett, ami a hatodik helyet jelentette a Dalverseny huszonöt fős döntőjében.

## Fordítás
- Ez a szócikk részben vagy egészben  a   Dino Merlin című angol Wikipédia-szócikk fordításán alapul.  Az eredeti cikk szerkesztőit annak laptörténete sorolja fel. Ez a jelzés csupán a megfogalmazás eredetét és a szerzői jogokat jelzi, nem szolgál a cikkben szereplő információk forrásmegjelöléseként.